# Stenichneumon pallidipennis
Stenichneumon pallidipennis är en stekelart som först beskrevs av Henry Lorenz Viereck 1902.  Stenichneumon pallidipennis ingår i släktet Stenichneumon och familjen brokparasitsteklar. Inga underarter finns listade i Catalogue of Life.